# Cala d'Or (Alicante)
Cala d'Or es una localidad y pedanía española perteneciente al municipio del Campello, en la provincia de Alicante, Comunidad Valenciana. Está situada en la parte oriental de la comarca del Campo de Alicante. En plena costa mediterránea, cerca de esta localidad se encuentran los núcleos de La Merced, Venta Lanuza y la Coveta Fumà.

## Demografía
Según el Instituto Nacional de Estadística de España, en el año 2020 Cala d'Or contaba con 555 habitantes censados, lo que representa el 1,92% de la población total del municipio.

### Evolución de la población
| Gráfica de evolución demográfica de Cala d'Or entre 2010 y 2020 |
|                                                                 |
| Datos según el nomenclátor publicado por el INE.                |

## Comunicaciones

### Carreteras
Las principales vías de comunicación que transcurren por esta localidad son:
| Identificador | Denominación               | Itinerario                    |
| ------------- | -------------------------- | ----------------------------- |
| AP-7          | Autopista del Mediterráneo | Frontera Francesa - Algeciras |
| N-332         | De Vera a Valencia         | Vera - Valencia               |

Algunas distancias entre Cala d'Or y otras ciudades:
| Ciudades | Distancia (km) |
| -------- | -------------- |
| Campello | 8              |
| Alicante | 20             |
| Valencia | 159            |